# Cupa României la handbal feminin 2014-2015
Cupa României la handbal feminin 2014-2015 a fost a 30-a ediție a competiției de handbal feminin românesc organizată de Federația Română de Handbal (FRH) cu începere din 1978. HCM Baia Mare a rămas deținătoarea trofeului după ce a învins în finală pe CSM București, cu scorul de 18-17. A fost al treilea trofeu de acest gen obținut de clubul băimărean în istoria sa, după cele din 2013 și 2014.

## Date
Competiția a culminat cu o fază finală de tip Final Four. Programul meciurilor din această fază s-a decis prin tragere la sorți pe data de 10 martie 2015, ora 11:00, la sediul FRH. Faza finală a competiției s-a desfășurat la Baia Mare. 
Inițial s-a anunțat că echipele din Divizia A care doresc să participe la Cupa României se pot înscrie la FRH până la data de 31 octombrie 2014 și că, în funcție de numărul acestora, Federația va stabili sistemul și datele de desfășurare ale barajului de calificare pentru echipele din Divizia A. Ulterior, termenul de înscriere a fost prelungit. Până pe 14 noiembrie 2014 se înscriseseră toate cele 14 echipe din Liga Națională plus Știința București.
Pe 13 noiembrie 2014 s-a stabilit că tragerea la sorți a jocurilor din cadrul Cupei României va avea loc pe data de 18 noiembrie 2014, la ora 10:00, la sediul Federației Române de Handbal. Până la data tragerii la sorți s-a înscris în competiție și Rapid CFR București.
Pe 18 noiembrie 2014, în urma tragerii la sorți care a avut loc la sediul FRH, s-a stabilit data optimilor de finală: 25 ianuarie 2015.

## Echipe participante
În octombrie 2014, FRH a anunțat că la ediția 2014-2015 a Cupei României vor participa toate echipele din Liga Națională 2014-2015, plus alte două echipe calificate din Divizia A. Cele două echipe ar fi trebuit decise în urma unor jocuri de calificare. În final, cele două echipe din Divizia A care au participat la ediția 2014-2015 a Cupei României sunt Rapid CFR București și CS Universitatea Știința București. Astfel, cele 16 cluburi care au luat parte la competiție sunt:
| - HC Dunărea Brăila - HCM Roman - HCM Râmnicu Vâlcea - CSM Ploiești - CSM Cetate Devatrans Deva - SC Mureșul Târgu Mureș - CSM Unirea Slobozia - CSM București | - CS Rapid București - SCM Craiova - Universitatea Alexandrion Cluj - CS Universitatea Știința București - CSU Neptun Constanța - HC Zalău - ASC Corona 2010 Brașov - HCM Baia Mare |

## Distribuție
Echipele au jucat direct optimi de finală. Distribuția echipelor și terenurile pe care s-au jucat meciurile au fost trase la sorți.

## Partide
Tabelul de mai jos are scop pur informativ. Punctele și golaverajul nu s-au luat în considerare la desfășurarea competiției, în care meciurile s-au jucat în sistem eliminatoriu.
| Echipa                 | M | V | E | Î | GM  | GP  | G   | Pct |
| ---------------------- | - | - | - | - | --- | --- | --- | --- |
| HCM Baia Mare          | 4 | 4 | 0 | 0 | 106 | 80  | +26 | 8   |
| CSM București          | 4 | 3 | 0 | 1 | 97  | 86  | +11 | 6   |
| SCM Craiova            | 4 | 3 | 0 | 1 | 118 | 103 | +15 | 6   |
| CSU Neptun Constanța   | 4 | 2 | 0 | 2 | 92  | 92  | 0   | 4   |
| CSM Cetate Deva        | 2 | 1 | 0 | 1 | 66  | 59  | +7  | 2   |
| HC Dunărea Brăila      | 2 | 1 | 0 | 1 | 33  | 31  | +2  | 2   |
| „U” Alexandrion Cluj   | 2 | 1 | 0 | 1 | 56  | 56  | 0   | 2   |
| HCM Râmnicu Vâlcea     | 2 | 1 | 0 | 1 | 47  | 50  | −3  | 2   |
| CSM Ploiești           | 1 | 0 | 0 | 1 | 18  | 21  | −3  | 0   |
| HCM Roman              | 1 | 0 | 0 | 1 | 13  | 16  | −3  | 0   |
| ASC Corona Brașov      | 1 | 0 | 0 | 1 | 21  | 25  | −4  | 0   |
| CSM Unirea Slobozia    | 1 | 0 | 0 | 1 | 21  | 26  | −5  | 0   |
| CS Rapid București     | 1 | 0 | 0 | 1 | 26  | 33  | −7  | 0   |
| HC Zalău               | 1 | 0 | 0 | 1 | 19  | 30  | −11 | 0   |
| CSU Știința București  | 1 | 0 | 0 | 1 | 21  | 33  | −12 | 0   |
| SC Mureșul Târgu Mureș | 1 | 0 | 0 | 1 | 23  | 36  | −13 | 0   |

### Optimile de finală
Tragerea la sorți pentru distribuția echipelor a fost efectuată în ordinea clasamentului din sezonul 2013-2014 și a înscrierii echipelor din Divizia A. Astfel, echipele care au tras numerele de la 1 la 8 au fost echipe gazde, iar celelalte au fost echipe oaspete. În această fază s-a disputat un singur meci, pe terenul echipei gazdă. Câștigătoarele au avansat în sferturile de finală.
Programul optimilor de finală a fost publicat de Federația Română de Handbal la începutul lunii ianuarie 2015 și actualizat pe 19 ianuarie.
Optimile de finală s-au desfășurat pe 20-21 ianuarie 2015.
| 20 ianuarie 2015 18:00 | CSM Unirea Slobozia          | 21 - 26 | CSM București       | Sala Sporturilor, Slobozia Arbitri: Gal, Savu |
| 20 ianuarie 2015 18:00 | Dăscălete, Drăguț, Gavrilă 4 | (9-15)  | Martín, Rodrigues 5 | Sala Sporturilor, Slobozia Arbitri: Gal, Savu |
| 20 ianuarie 2015 18:00 | 2×                           | Cronica | 9×                  | Sala Sporturilor, Slobozia Arbitri: Gal, Savu |

| 21 ianuarie 2015 17:00 | CS Rapid București | 26 - 33 | SCM Craiova                   | Sala Rapid, București Arbitri: Gurbina, Stanciu |
| 21 ianuarie 2015 17:00 |                    | (14-16) | Apipie, Tănăsie, Zamfirescu 5 | Sala Rapid, București Arbitri: Gurbina, Stanciu |
| 21 ianuarie 2015 17:00 | Cronica            |         |                               | Sala Rapid, București Arbitri: Gurbina, Stanciu |

| 21 ianuarie 2015 17:00 | CSU Neptun Constanța | 30 - 19 | HC Zalău | Sala Sporturilor, Constanța Arbitri: Cristea, Hagiu |
| 21 ianuarie 2015 17:00 | Ivan 7               | (16-9)  | Cicic 9  | Sala Sporturilor, Constanța Arbitri: Cristea, Hagiu |
| 21 ianuarie 2015 17:00 | 4×                   | Cronica | 5×       | Sala Sporturilor, Constanța Arbitri: Cristea, Hagiu |

| 21 ianuarie 2015 18:00 | HCM Râmnicu Vâlcea | 21 - 18 | CSM Ploiești     | Sala Sporturilor Traian, Râmnicu Vâlcea Asistență: 250 Arbitri: Blas, Ghiorghișor |
| 21 ianuarie 2015 18:00 | Ilina 7            | (9-7)   | Dincu, Gherman 4 | Sala Sporturilor Traian, Râmnicu Vâlcea Asistență: 250 Arbitri: Blas, Ghiorghișor |
| 21 ianuarie 2015 18:00 | Cronica            |         |                  | Sala Sporturilor Traian, Râmnicu Vâlcea Asistență: 250 Arbitri: Blas, Ghiorghișor |

| 21 ianuarie 2015 18:00 | CSM Cetate Deva | 36 - 23 | SC Mureșul Târgu Mureș | Sala Sporturilor, Deva Arbitri: Dobre, Potîrniche |
| 21 ianuarie 2015 18:00 | Simion 10       | (15-11) | Klimek 10              | Sala Sporturilor, Deva Arbitri: Dobre, Potîrniche |
| 21 ianuarie 2015 18:00 | Cronica         |         |                        | Sala Sporturilor, Deva Arbitri: Dobre, Potîrniche |

| 21 ianuarie 2015 18:00 | ASC Corona Brașov | 21 - 25 | HCM Baia Mare   | Sala Sporturilor Dumitru Popescu Colibași, Brașov Arbitri: Din, Dinu |
| 21 ianuarie 2015 18:00 | Pricopi 7         | (5-15)  | Ardean-Elisei 7 | Sala Sporturilor Dumitru Popescu Colibași, Brașov Arbitri: Din, Dinu |
| 21 ianuarie 2015 18:00 | 4×                | Cronica | 4×              | Sala Sporturilor Dumitru Popescu Colibași, Brașov Arbitri: Din, Dinu |

| 21 ianuarie 2015 18:30 | „U” Alexandrion Cluj | 33 - 21 | CSU Știința București | Sala Polivalentă, Cluj Arbitri: Agliceriu, Arbunea |
| 21 ianuarie 2015 18:30 | Chintoan, Popa 7     | (17-8)  |                       | Sala Polivalentă, Cluj Arbitri: Agliceriu, Arbunea |
| 21 ianuarie 2015 18:30 | Cronica              |         |                       | Sala Polivalentă, Cluj Arbitri: Agliceriu, Arbunea |

| 21 ianuarie 2015 19:45 | HC Dunărea Brăila | 16 - 13 | HCM Roman | Sala Polivalentă „Danubius”, Brăila Arbitri: Barbu, Manafu |
| 21 ianuarie 2015 19:45 | Perianu 5         | (8-8)   | Iuganu 5  | Sala Polivalentă „Danubius”, Brăila Arbitri: Barbu, Manafu |
| 21 ianuarie 2015 19:45 | Cronica           |         |           | Sala Polivalentă „Danubius”, Brăila Arbitri: Barbu, Manafu |

### Sferturile de finală
Tragerea la sorți pentru distribuția echipelor a fost efectuată similar cu cea pentru optimile de finală. Astfel, echipele care au tras numerele 1, 3, 5 și 7 au devenit echipe gazde, iar celelalte echipe oaspete. În această fază s-a disputat câte un singur meci, pe terenul echipelor gazdă. Câștigătoarele vor avansa în „Final Four”.
Echipele calificate în sferturile de finală au fost:
| - HC Dunărea Brăila - HCM Râmnicu Vâlcea - CSM Cetate Devatrans Deva - CSM București | - SCM Craiova - Universitatea Alexandrion Cluj - CSU Neptun Constanța - HCM Baia Mare |

Programul sferturilor de finală a fost publicat de Federația Română de Handbal pe 26 ianuarie 2015, în urma tragerii la sorți care a avut loc în aceeași zi, la Brașov.
Sferturile de finală s-au desfășurat pe 24 și 25 martie 2015.
| 24 martie 2015 DigiSport17:30 | HCM Râmnicu Vâlcea | 26 - 32 | CSM București | Sala Sporturilor Traian, Râmnicu Vâlcea Arbitri: Sîrbu, Suponicov |
| 24 martie 2015 DigiSport17:30 | Ilina, Luca 6      | (16-16) | Vărzaru 7     | Sala Sporturilor Traian, Râmnicu Vâlcea Arbitri: Sîrbu, Suponicov |
| 24 martie 2015 DigiSport17:30 | 3×                 | Cronica | 2×            | Sala Sporturilor Traian, Râmnicu Vâlcea Arbitri: Sîrbu, Suponicov |

| 25 martie 2015 17:00 | CSU Neptun Constanța | 18 - 17 | HC Dunărea Brăila | Sala Sporturilor, Constanța Arbitri: Barbu, Manafu |
| 25 martie 2015 17:00 | Enescu 6             | (10-9)  | Moldovan 6        | Sala Sporturilor, Constanța Arbitri: Barbu, Manafu |
| 25 martie 2015 17:00 | 6×                   | Cronica | 3×                | Sala Sporturilor, Constanța Arbitri: Barbu, Manafu |

| 25 martie 2015 17:00 | SCM Craiova | 36 - 30 | CSM Cetate Deva | Sala Polivalentă, Craiova Asistență: 750 Arbitri: Pintea, Sas |
| 25 martie 2015 17:00 | Tiron 11    | (17-12) | Senocico 7      | Sala Polivalentă, Craiova Asistență: 750 Arbitri: Pintea, Sas |
| 25 martie 2015 17:00 | 6×          | Cronica | 2×              | Sala Polivalentă, Craiova Asistență: 750 Arbitri: Pintea, Sas |

| 25 martie 2015 18:00 | HCM Baia Mare   | 35 - 23 | „U” Alexandrion Cluj | Sala Sporturilor Lascăr Pană, Baia Mare Arbitri: Ifrim, Ilisei |
| 25 martie 2015 18:00 | do Nascimento 8 | (19-12) | patru jucătoare 3    | Sala Sporturilor Lascăr Pană, Baia Mare Arbitri: Ifrim, Ilisei |
| 25 martie 2015 18:00 | 6×              | Cronica | 2×                   | Sala Sporturilor Lascăr Pană, Baia Mare Arbitri: Ifrim, Ilisei |

### Final Four
Tragerea la sorți pentru distribuția echipelor a fost efectuată similar cu cea din sferturile de finală. Astfel, echipa care a tras numărul 1 a jucat împotriva echipei care a tras numărul 3, iar echipa care a tras numărul 2 a jucat împotriva echipei care a tras numărul 4. Câștigătoarele au jucat „finala mare”, iar învinsele au jucat „finala mică”. Programul meciurilor din Final Four s-a decis prin tragere la sorți pe data de 1 aprilie 2015, ora 11:00, la sediul FRH.
Formatul Final Four s-a desfășurat pe 25-26 aprilie 2015, în Sala Sporturilor Lascăr Pană din Baia Mare. Municipiul Baia Mare a fost singurul care a depus o ofertă privind găzduirea competiției, iar desemnarea a fost făcută de către FRH pe 3 martie 2015.

### Semifinalele
| 25 aprilie 2015 DigiSport111:30 | SCM Craiova | 21 - 22 | CSM București | Sala Sporturilor Lascăr Pană, Baia Mare Arbitri: Năstase, Stancu |
| 25 aprilie 2015 DigiSport111:30 | Tiron 8     | (15-11) | Rodrigues 8   | Sala Sporturilor Lascăr Pană, Baia Mare Arbitri: Năstase, Stancu |
| 25 aprilie 2015 DigiSport111:30 | 3×          | Cronica | 6× 3× 2×      | Sala Sporturilor Lascăr Pană, Baia Mare Arbitri: Năstase, Stancu |

| 25 aprilie 2015 DigiSport114:00 | HCM Baia Mare | 28 - 19 | CSU Neptun Constanța | Sala Sporturilor Lascăr Pană, Baia Mare Arbitri: Barbu, Badiu |
| 25 aprilie 2015 DigiSport114:00 | Buceschi 5    | (14-10) | Enescu 6             | Sala Sporturilor Lascăr Pană, Baia Mare Arbitri: Barbu, Badiu |
| 25 aprilie 2015 DigiSport114:00 | 1× 3×         | Cronica | 3× 2×                | Sala Sporturilor Lascăr Pană, Baia Mare Arbitri: Barbu, Badiu |

### Finala mică
| 26 aprilie 2015 14:00 | CSU Neptun Constanța | 25 - 28 | SCM Craiova      | Sala Sporturilor Lascăr Pană, Baia Mare |
| 26 aprilie 2015 14:00 | Enescu 8             | (12-14) | Tănăsie, Tiron 7 | Sala Sporturilor Lascăr Pană, Baia Mare |
| 26 aprilie 2015 14:00 | [ Cronica]           |         |                  | Sala Sporturilor Lascăr Pană, Baia Mare |

### Finala
| 26 aprilie 2015 DigiSport116:30 | HCM Baia Mare   | 18 - 17    | CSM București | Sala Sporturilor Lascăr Pană, Baia Mare Arbitri: Stark, Ștefan |
| 26 aprilie 2015 DigiSport116:30 | Ardean-Elisei 7 | (9-10)     | Martín 5      | Sala Sporturilor Lascăr Pană, Baia Mare Arbitri: Stark, Ștefan |
| 26 aprilie 2015 DigiSport116:30 | 1× 3×           | [ Cronica] | 1× 3×         | Sala Sporturilor Lascăr Pană, Baia Mare Arbitri: Stark, Ștefan |

## Schemă
| Optimile de finală | Optimile de finală  | Optimile de finală |  |  | Sferturile de finală | Sferturile de finală | Sferturile de finală |  |  | Semifinalele | Semifinalele     | Semifinalele |  |              | Finala       | Finala           | Finala |
|                    |                     |                    |  |  |                      |                      |                      |  |  |              |                  |              |  |              |              |                  |        |
| J1                 | Corona Brașov       | 21                 |  |  |                      |                      |                      |  |  |              |                  |              |  |              |              |                  |        |
| J1                 | HCM Baia Mare       | 25                 |  |  | CJ1                  | HCM Baia Mare        | 35                   |  |  |              |                  |              |  |              |              |                  |        |
| J2                 | „U” Cluj            | 33                 |  |  | CJ2                  | „U” Cluj             | 23                   |  |  |              |                  |              |  |              |              |                  |        |
| J2                 | Știința București   | 21                 |  |  |                      |                      |                      |  |  | SfF1         | HCM Baia Mare    | 28           |  |              |              |                  |        |
| J3                 | Neptun Constanța    | 30                 |  |  |                      |                      |                      |  |  | SfF2         | Neptun Constanța | 19           |  |              |              |                  |        |
| J3                 | HC Zalău            | 19                 |  |  | CJ3                  | Neptun Constanța     | 18                   |  |  |              |                  |              |  |              |              |                  |        |
| J4                 | HC Dunărea Brăila   | 16                 |  |  | CJ4                  | HC Dunărea Brăila    | 17                   |  |  |              |                  |              |  |              |              |                  |        |
| J4                 | HCM Roman           | 13                 |  |  |                      |                      |                      |  |  |              |                  |              |  |              | CSF1         | HCM Baia Mare    | 18     |
| J5                 | HCM Rm.Vâlcea       | 21                 |  |  |                      |                      |                      |  |  |              |                  |              |  |              | CSF1         | CSM București    | 17     |
| J5                 | CSM Ploiești        | 18                 |  |  | CJ5                  | HCM Rm.Vâlcea        | 26                   |  |  |              |                  |              |  |              |              |                  |        |
| J6                 | Unirea Slobozia     | 21                 |  |  | CJ6                  | CSM București        | 32                   |  |  |              |                  |              |  |              |              |                  |        |
| J6                 | CSM București       | 26                 |  |  |                      |                      |                      |  |  | SfF3         | CSM București    | 22           |  |              |              |                  |        |
| J7                 | Rapid București     | 26                 |  |  |                      |                      |                      |  |  | SfF4         | SCM Craiova      | 21           |  |              |              |                  |        |
| J7                 | SCM Craiova         | 33                 |  |  | CJ7                  | SCM Craiova          | 36                   |  |  |              |                  |              |  | Locurile 3-4 | Locurile 3-4 | Locurile 3-4     |        |
| J8                 | Cetate Deva         | 36                 |  |  | CJ8                  | Cetate Deva          | 30                   |  |  |              |                  |              |  |              | ÎSF1         | Neptun Constanța | 25     |
| J8                 | Mureșul Târgu Mureș | 23                 |  |  |                      |                      |                      |  |  |              |                  |              |  |              | ÎSF2         | SCM Craiova      | 28     |

#### Legendă
J1-8 = joc 1-8;
CJ1-8 = câștigătoarea jocului 1-8;
SfF1-4 = sfert-finalista 1-4;
CSF1-2 = câștigătoarea semifinalei 1-2;
ÎSF1-2 = învinsa semifinalei 1-2;

## Podiumul final
Finala mare a fost o partidă cu un scor foarte strâns, caracterizată de goluri puține. După ce în primele patru minute ale primei reprize nu s-a înscris niciun gol, HCM Baia Mare a marcat și s-a aflat pentru o scurtă perioadă de timp în avantaj. Pe fondul unei apărări eficiente și cu portarul Mayssa Pessoa într-o formă foarte bună, CSM București a egalat și a preluat conducerea, pe care a păstrat-o până la pauză (10-9). În repriza a doua bucureștencele au început în forță, însă apărarea nu a mai dat aceleași rezultate, iar greșelile în atac s-au înmulțit. Baia Mare a strâns rândurile și a opus un sistem defensiv mult mai solid, reușind să egaleze în minutul 43, apoi să preia conducerea jocului în special datorită prestației excelente a căpitanului Valentina Ardean-Elisei. Printr-un efort colectiv, CSM București a egalat în minutul 58, la scorul de 17-17. În ultimul minut de joc, Valentina Ardean-Elisei a marcat cu precizie printr-o aruncare de la 7 metri, pecetluind soarta partidei. Deși antrenoarea Mette Klit a solicitat un time-out cu 6 secunde înainte de finalul meciului și a introdus-o pe Patricia Vizitiu ca al șaptelea jucător de câmp în locul portarului, handbalistele din București nu au mai reușit să înscrie.
În finala mică echipa SCM Craiova s-a impus împotriva CSU Neptun Constanța, 28-25, iar craiovencele au câștigat astfel medaliile de bronz și și-au asigurat prezența în cupele europene.
|  | HCM Baia Mare |
|  | CSM București |
|  | SCM Craiova   |

| Poz. | Nume                          | Echipă               | Meciuri | Goluri |
| ---- | ----------------------------- | -------------------- | ------- | ------ |
| 1    | Andreea Enescu (ROU)          | CSU Neptun Constanța | 4       | 26     |
| 1    | Bianca Tiron (ROU)            | SCM Craiova          | 3       | 26     |
| 3    | Ana Maria Tănăsie (ROU)       | SCM Craiova          | 4       | 24     |
| 4    | Ana Paula Rodrigues (BRA)     | CSM București        | 4       | 18     |
| 5    | Ana Maria Apipie (ROU)        | SCM Craiova          | 4       | 17     |
| 5    | Valentina Ardean-Elisei (ROU) | HCM Baia Mare        | 4       | 17     |
| 7    | Eliza Buceschi (ROU)          | HCM Baia Mare        | 4       | 16     |
| 7    | Andreea Ivan (ROU)            | CSU Neptun Constanța | 4       | 16     |
| 9    | Cătălina Cioaric (ROU)        | SCM Craiova          | 4       | 15     |
| 9    | Alexandra Iovănescu (ROU)     | CSU Neptun Constanța | 4       | 15     |